# Jamila (compositora)
Jamila (Medina, ?-725) va ser una cantant, compositora i directora d'orquestra àrab.
Jamila sentia cantar molt sovint un dels membres de la família de Medina (Aràbia Saudita), de la qual era esclava, acompanyant-se amb el llaüt. Finalment assolí a cantar i sonar el llaüt millor que aquell, de forma que un dia que els seus amos l'oïren, restaren sorpresos de la bellesa de la seva veu i del seu art i ben aviat la seva reputació s'estengué per tota la ciutat.
Va ser aclamada com la «reina de la cançó», va adaptar un estil persa ple d'ornaments esdevenint la màxima representant de l'època.
La família a la qual servia li va autoritzar a donar lliçons, guanyà molts diners i comprà la seva llibertat. Es casà amb un altre llibert anomenat Ibn al-Khàzraj i s'establiren tots dos a Medina esdevenint el centre de reunió de les persones distingides de la ciutat i d'altres que acudien de llunyanes ciutats per escoltar l'admirable artista, considerada, amb raó, segons l'erudit historiador Caussis de Perceval, com una de les majors glòries musicals d'Orient.
Quan hi havia peregrinació a Medina, els grans mestres de música enviaven les seves esclaves a l'escola que Jamila havia creat. Cap al 720 va formar una orquestra amb cinquanta dones que tocava la seva música. Acompanyats de poetes i altres músics varen fer el camí que duia a la Meca des de Medina, un fet considerat un dels més grans esdeveniments artístics del període omeia.